# راه رفتن معلولان
راه رفتن دوباره معلولان به کمک ربات‌های پوشیدنی امکان‌پذیر است. این ربات‌های پوشیدنی به بیماران سکته مغزی، افراد مبتلا به ام اس، ضایعه نخاعی و افراد مسن که نیاز به کمک دارند، کمک می‌کند تا دوباره راه بروند.
بازگرداندن توانایی راه رفتن به افراد کم توان و ناتوان بیش از هر چیز بر روحیه، اعتماد به نفس و امید آنها اثر قابل توجهی دارد. افزون بر این امکان ایستادن، نشستن و راه رفتن کاربران به آنان استقلال بیشتری در زندگی می‌دهد. همچنین تحرک بیشتر موجب بهبود وضعیت فیزیکی از جمله بهبود گردش خون، تنظیم فشار خون، بهبود تنفس، جلوگیری از مشکلات گوارشی و کلیوی، زخم بستر، دردهای مزمن و تضعیف ماهیچه‌ها می‌شود.

## راه رفتن معلولان به کمک اسکلت‌های بیرونی
اسکلت بیرونی به افراد با معلولیت پایین‌تنه اجازه می‌دهد، بایستند، بچرخند و به کمک حرکت زانوها و مفصل ران فراهم شده توسط دستگاه راه بروند. این دستگاه از یک کوله پشتی و دو بخش ساق پا تشکیل شده‌است که بیرون هر پا تا پایین ادامه می‌یابد و توسط بندهایی در ران‌ها، زیر زانو و روی پاها بسته می‌شود. یک کوله‌پشتی شامل باتری‌ها توان مورد نیاز دستگاه را تأمین می‌کند.

## راه رفتن به کمک رابط‌های مغز و رایانه
با ایجاد تعامل بین مغز و اسکلت بیرونی می‌توان تحولی عظیم در زندگی روزمره بیماران سکته مغزی ایجاد کرد. برای این کار باید قصد حرکتی فرد بیمار در مغز شناسایی و اطلاعات مستقیماً به دستگاه رباتیک ارسال شود. این لباس نیت بیمار را با کلاه‌های نوار مغزی (EEG) خوانده و مطابق با آن حرکت می‌کند. این فناوری می‌تواند به خوبی عصبهای آسیب دیده را دور بزند و مهم‌تر از همه آنکه این کار را بدون نیاز به روش‌های تهاجمی مانند جراحی و تنها با کمک سیگنال‌های الکتریکی مغز و الکترودهای معمولی چسبیدنی انجام دهد. استفاده از این فناوری در درمان فلج نخاعی است و این فناوری پتانسیل زیادی برای اثربخشی بیشتر از آنچه تاکنون به دست آمده را دارد.

## راه رفتن به کمک تحریک ماهیچه‌ها
توانبخشی بوسیله تحریک الکتریکی عضله (EMS) و تحریک عملکردی الکتریکی (FES) یک زمینه در حال توسعه است که شروع به ادغام با توسعه اسکلت بیرونی کرده‌است. در تحریک الکتریکی عضله، یک میدان الکتریکی کوچک به همه گروه‌های عضلانی اعمال و موجب انقباض آنها می‌شود. ولتاژ را می‌توان به زیر یا روی پوست و به عضلات یا رشته‌های عصبی عضلات اعمال کرد. رایج‌ترین روش، استفاده از پد نرم بر روی پوست است.
تحریک عملکردی الکتریکی (FES) با استفاده از پالس‌های الکتریکی، عضلات فلج (عضلاتی که دیگر تحت کنترل سیستم عصبی نیستند) را فعال می‌کند. FES یک کاندیدای فناوری خوب برای استفاده در ارتباط با اسکلت بیرونی پزشکی و درمان آسیب نخاعی (SCI) است.
از تحریک الکتریکی عضلات می‌توان به کرات برای تمرین گروه‌های عضلانی و کمک به شکل‌پذیری مغز (سیم‌کشی مجدد مسیرهای مغزی آسیب دیده به دلیل مصدومیت مانند سکته مغزی) بهره برد. فناوری در حال پیشرفت است و یکپارچه شدن آن با توانبخشی اسکلت بیرونی در آینده اجتناب ناپذیر است. صنعت اسکلت بیرونی مجبور خواهد بود نگاهش را روی پیشرفت توانبخشی با تحریک الکتریکی نگه دارد.